# Нітранський край
Нітра́нський край (словац. Nitriansky kraj) — адміністративна одиниця (словац. správny celok) та один з восьми країв Словаччини з адміністративним центром у м.Нітра.

## Географія
Край розташований в південно-західній Словаччині, здебільшого у східній частині Дунайської низовини. Він розділений на два субрегіони: Дунайська рівнина і Житній острів на півдні краю та Дунайська височина на півночі, сході та центрі. На території регіону лежать такі гірські масиви: Повазький Іновець на північному заході, Трибеч північніше Нітри, Погронський Іновець на північному сході та Штьявницькі гори на сході. Головні річки регіону: Дунай на півдні, Ваг на південному заході, Нітра в західній і центральній частинах, Грон на сході та Іпель на південному сході.
На заході край межує з Трнавським краєм, на півночі з Тренчинським краєм, на північному сході з Банськобистрицьким краєм, на південному сході та на півдні з Угорщиною.
Площа краю становить 6 343,4 км², на якій проживає 704 752 жителі (2010).

## Адміністративно-територіальний поділ
На території Нітранського краю знаходиться 350 населених пунктів, в тому числі 15 міст: Врабле, Гурбаново, Желіезовце, Златі Моравці, Коларово, Комарно, Левіце, Нітра, Нове Замки, Тлмаче, Топольчани, Шаги, Шаля, Штурово, Шурани.
Нітранський край складається з 7 округів (словац. okresov) (районів):
- Златі Моравці (округ)
- Комарно (округ)
- Левіце (округ)
- Нітра (округ)
- Нові Замки (округ)
- Топольчани (округ)
- Шаля (округ)

## Демографія

### Населення
Населення краю налічує 665 600 особи станом на 31 грудня 2024 року, що становить середню щільність  — 104,92 осіб/км².
| Рік:            | 1994.   | 2004.   | 2014.   | 2024.   |
| --------------- | ------- | ------- | ------- | ------- |
| Кількість осіб: | 718 358 | 709 350 | 684 922 | 665 600 |
| Різниця:        |         | -1,25 % | -3,44 % | -2,82 % |

| Рік:            | 2023.   | 2024.   |
| --------------- | ------- | ------- |
| Кількість осіб: | 668 301 | 665 600 |
| Різниця:        |         | -0,40 % |

### Національний склад
Національний склад населення Нітранського краю (31 грудня 2010) не такий моноетнічний, як у деяких інших регіонах Словаччини, завдяки проживанню великої кількості угорців, понад 25 %. Інші національності, за офіційними даними, складають близько 3 % від загальної чисельності населення.
- словаки — 70,09 %
- угорці — 26,95 %
- чехи — 0,75 %
- роми — 0,67 %
- українці — 0,08 %
- поляки — 0,07 %
- інші — 1,39 %

### Конфесійний склад 2001
- католики — 77,2 %
- реформати — 4,7 %
- лютерани — 3,4 %
- інші релігії та атеїсти  — 14,7 %